# Ричленд (округ Ричленд, Вісконсин)
Ричленд (англ. Richland) — місто (англ. town) в США, в окрузі Ричленд штату Вісконсин. Населення — 1175 осіб (2020).

## Демографія
Згідно з переписом 2010 року, у місті мешкало 1379 осіб у 507 домогосподарствах у складі 378 родин. Було 578 помешкань
Расовий склад населення:
| - 96,9 % — білих - 1,2 % — чорних або афроамериканців - 0,7 % — азіатів - 0,1 % — корінних американців |

До двох чи більше рас належало 0,6 %. Частка іспаномовних становила 3,3 % від усіх жителів.
За віковим діапазоном населення розподілялося таким чином: 20,3 % — особи молодші 18 років, 56,8 % — особи у віці 18—64 років, 22,9 % — особи у віці 65 років та старші. Медіана віку мешканця становила 48,9 року. На 100 осіб жіночої статі у місті припадало 93,4 чоловіків;  на 100 жінок у віці від 18 років та старших — 91,5 чоловіків також старших 18 років.
Середній дохід на одне домашнє господарство  становив 68 770 доларів США (медіана — 59 762), а середній дохід на одну сім'ю — 74 481 долар (медіана — 65 536). Медіана доходів становила 48 125 доларів для чоловіків та 37 969 доларів для жінок. За межею бідності перебувало 13,1 % осіб, у тому числі 33,5 % дітей у віці до 18 років та 0,0 % осіб у віці 65 років та старших.
Цивільне працевлаштоване населення становило 590 осіб. Основні галузі зайнятості: освіта, охорона здоров'я та соціальна допомога — 24,1 %, виробництво — 17,1 %, роздрібна торгівля — 12,0 %, будівництво — 8,3 %.